# Friedhof I (Gotha)

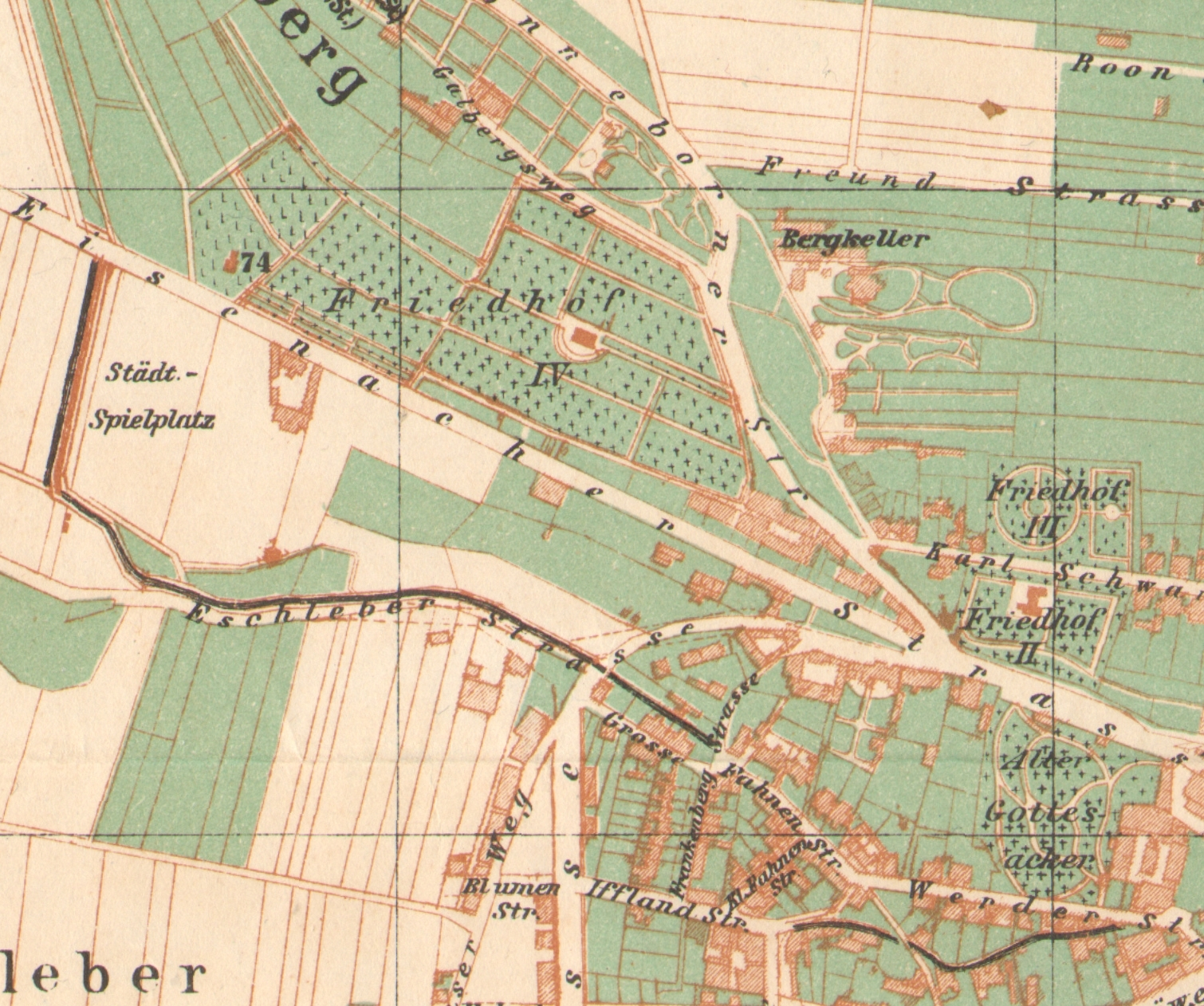
Trecho do mapa oficial da cidade de Gotha de 1905, com o Alter Gottesacker no canto inferior direito

O Friedhof I (também denominado Alter Gottesacker) foi um dos mais antigos cemitérios da cidade de Gotha.

## História

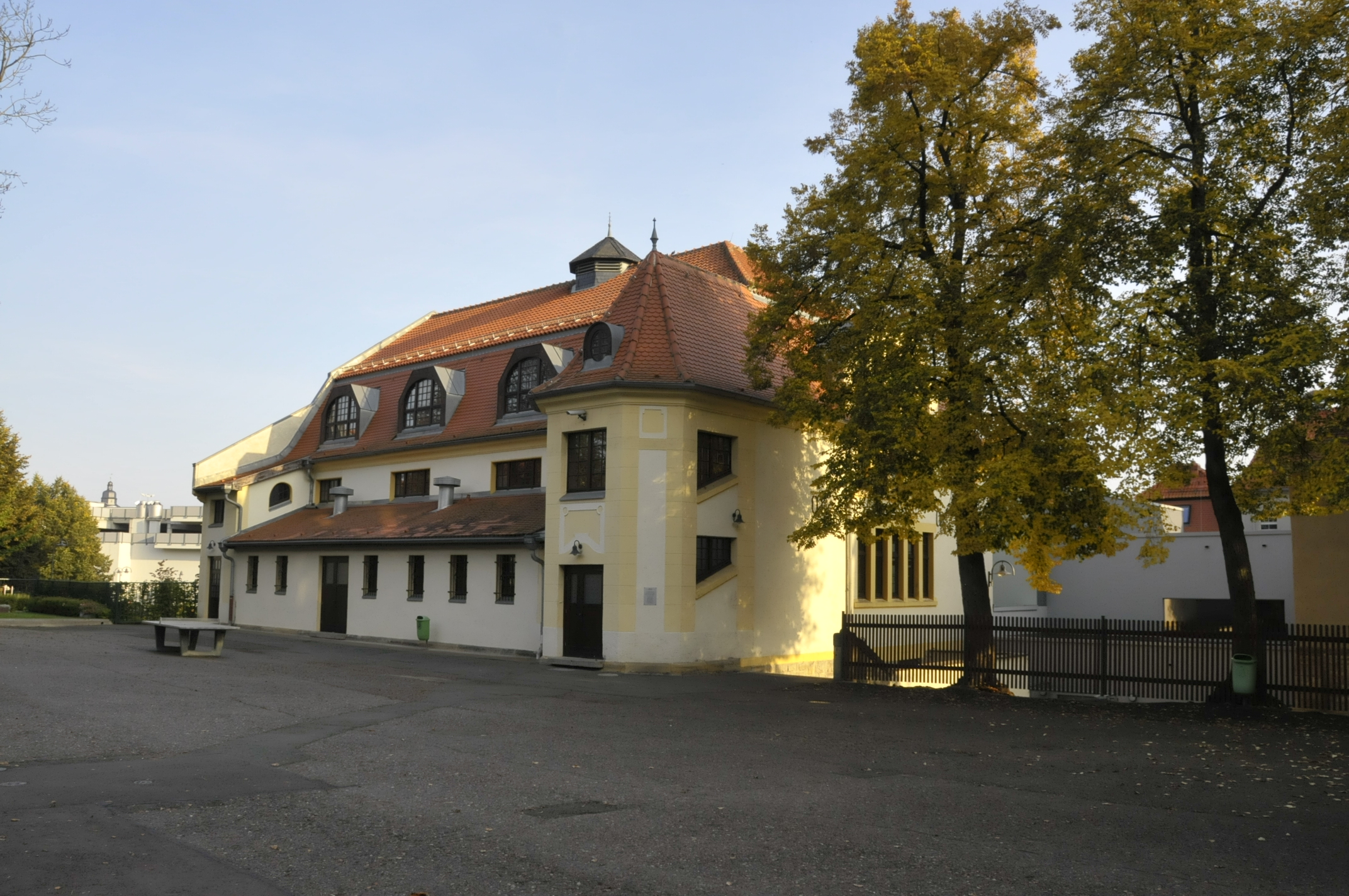
O ginásio da Arnoldischule fica na praça da antiga Igreja de Santa Catarina

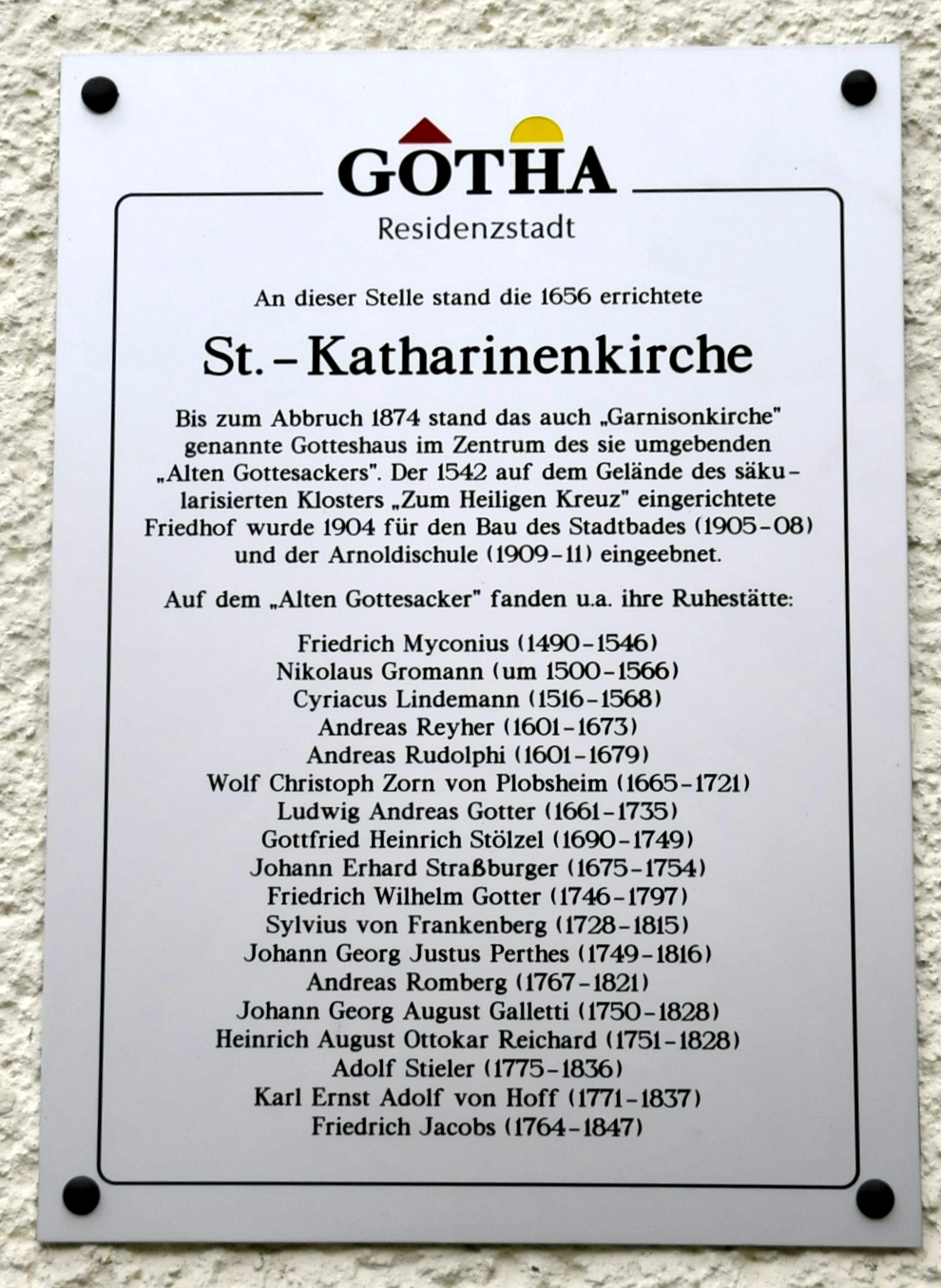
Placa informativa no ginásio

Como em outros lugares, os cemitérios da antiga Gotha até o século XVI ficavam dentro da cidade, em torno das igrejas da paróquia e do mosteiro. Friedrich Myconius, o mais significativo reformador de Gotha, foi responsável pelo fechamento e o nivelamento dos velhos cemitérios em torno da St. Augustin na Klosterplatz e St. Margarethen na Neumarkt em 1542, por razões de espaço e higiene. Em seu lugar foi criado fora da muralha da cidade em frente ao Brühler Tor um Gottesacker urbano comum. Este cemitério I (também conhecido como Alter Gottesacker desde a abertura do Friedhof II (Gotha)) foi localizado onde hoje estão localizadas a Arnoldischule e o Stadtbad, entre a Bohnstedtstraße e a Eisenacher Straße.
Anteriormente havia as edificações do mosteiro das freiras cistercienses da Ordem da Santa Cruz no local. O Kreuzkloster Gotha, fundado em 1254, foi dissolvido em 1524 durante a Reforma, foi posse entre 1531 e 1540 da cidade e foi demolido até 1542 para a instalação do novo Gottesacker.

## Sepulturas notáveis
Entre outros, foram neste cemitério sepultados:(em ordem alfabética)
- Karl Gottlieb Bretschneider (1776–1848)
- Johann Franz Buddeus (1667–1729)
- Karl Franz Buddeus (1695–1753)
- Sylvius Friedrich von Frankenberg und Ludwigsdorff (1728–1815)
- Johann Georg August Galletti (1750–1828)
- Christian August Geutebrück (1759–1817)
- Salomo Glassius (1593–1656), teólogo luterano
- Friedrich Wilhelm Gotter (1746–1797), escritor
- Ludwig Andreas Gotter (1661–1735)
- Nikolaus Gromann (um 1500–1566)
- Karl Ernst Adolf von Hoff (1771–1837) geólogo
- Friedrich Jacobs (1764–1847)
- Maria Elisabetha Jacobs geb. Volck (1655–1720)
- Cyriakus Lindemann (1516–1568), pedagogo
- Johann Adam Löw (1710–1773)
- Friedrich Myconius (1490–1546), reformador
- Johann Georg Justus Perthes (1749–1816) editor
- Wolf Christoph Zorn von Plobsheim (1665[1]–1721), arquiteto do barroco
- Heinrich August Ottokar Reichard (1751–1828), bibliotecário
- Andreas Reyher (1601–1673), teólogo
- Andreas Romberg (1767–1821), virtuoso do violino
- Andreas Rudolph(i) (1601–1679), construtor de fortalezas
- Adolf Stieler (1775–1836), cartógrafo
- Gottfried Heinrich Stölzel (1690–1749)
- Johann Erhard Straßburger (1675–1754), arquiteto do barroco
- Thomas Bachofen von Echt (1540–1597), prefeito de Gotha
- Johann Friedrich Bachoff von Echt (1643–1726)